# Sven Palme (Politiker)

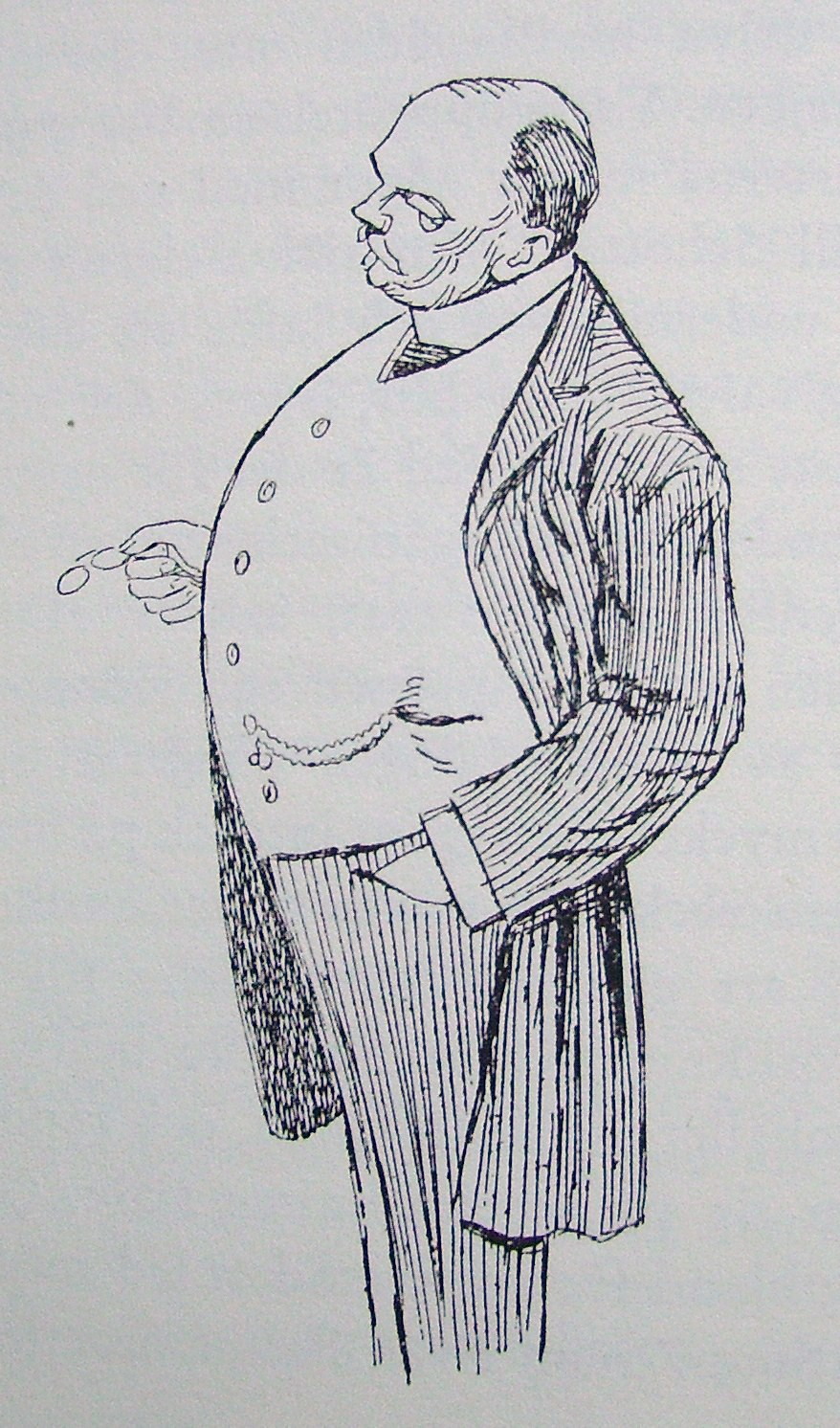
Sven Palme

Sven Theodor Palme (* 4. Dezember 1854 in Kalmar domkyrkoförsamling, Gemeinde Kalmar; † 9. August 1934 in Engelbrekts församling, Gemeinde Stockholm) war ein schwedischer Manager und Politiker.
Palme wirkte langjährig als Generaldirektor der Thule-Lebensversicherungsgesellschaft.
Über den Wahlkreis Stockholm zog er in die Zweite Kammer des schwedischen Reichstags ein, dessen Mitglied er von 1894 bis 1896 sowie von 1905 bis 1911 war.
Palme war zudem Ehrenbürger der Ludwig-Maximilians-Universität München. Zudem leitete er die deutsch-schwedischen Vereinigungen.
Sein Bruder Johan Henrik Palme war ein schwedischer Bankdirektor, sein Sohn war Gunnar Palme, sein Enkel war Olof Palme.